# Mohammed bin Hamad Al Sharqi
Mohemmad bin Hamad Al Sharqi (in arabo محمد بن حمد الشرقي‎?; ... – 18 settembre 1974) è stato emiro di Fujaira dal 1938 al 1974. Nel 1952 vide realizzare il sogno di suo padre: il riconoscimento dell'indipendenza dell'emirato di Fujaira. Qualche anno dopo, nel 1971 fu attivo nel processo di indipendenza degli Emirati Arabi Uniti.

## Ascesa al trono
Mohammed bin Hamad succedette come capo della tribù Sharqiyin e sceicco di Fujaira nel 1939, alla morte del suo fratello maggiore, Saif. Immediatamente iniziò a consolidare le proprietà dei Sharqiyin su Fujaira e i suoi dintorni. Nel 1950, aveva conquistato Dibba a nord, così come gli insediamenti costieri di Bidayah e Sakamkam e il villaggio interno e il forte di Al Bithnah, presso lo uadi Ham.

## Stato della Tregua
Gli inglesi avevano fermamente rifiutato il riconoscimento dell'indipendenza di Fujaira fino ai primi anni '50 anche se suo padre l'aveva proclamata già nel 1901. Tuttavia, negli anni '50, la Petroleum Concessions Limited, stava cercando concessioni di esplorazione petrolifera negli Stati della Tregua e la compagnia aveva bisogno di qualcuno "con cui poter fare affari". Gli affari riguardanti gli Stati della Tregua erano nelle mani del Foreign Office a Londra da dopo l'indipendenza dell'India nel 1947. Il governo decise di concedere il riconoscimento a Mohammed bin Hamad come sovrano e nel 1952 il suo fu il settimo emirato ad essere così riconosciuto (Kalba, che aveva ottenuto lo status di Stato della Tregua nel 1939, fu riassorbito da Sharja nel 1951.

## Indipendenza
Fujaira fu l'ultimo degli Stati della Tregua a diventare un protettorato britannico. In sostanza, gli inglesi si occupavano della politica estera e della difesa. Mentre altri avevano firmato i trattati marittimi del 1820 e del 1853 e l'accordo esclusivo del 1892, Fujaira avrebbe goduto di soli sedici anni di protezione britannica ovvero fino all'annuncio fatto dal Primo ministro britannico Harold Wilson il 16 gennaio 1968, secondo cui tutte le truppe britanniche dovevano ritirarsi dall'"Est di Aden". La decisione era quella di lanciare gli emirati costieri, insieme al Qatar e al Bahrein, in negoziati febbrili per riempire il vuoto politico che il ritiro britannico avrebbe lasciato.
Partecipò all'incontro dei sovrani degli Stati della Tregua del 25 febbraio 1968 a Dubai, in cui i sovrani di Abu Dhabi, lo sceicco Zayed bin Sultan Al Nahyan, e di Dubai, lo sceicco Rashid bin Sa'id Al Maktum, proposero di fondare un'unione di emirati. Nel corso dei due anni successivi, i negoziati e gli incontri dei governanti proseguirono, spesso con toni burrascosi, mentre una forma di unione veniva formandosi. Il Bahrein e il Qatar abbandonano i colloqui e l'emirato di Ras al-Khaima decise di non aderire all'Unione, lasciando che sei dei sette Stati della Tregua la costituissero il 18 luglio 1971.
Il 2 dicembre 1971, Fujaira e gli altri cinque emirati, siglarono l'Atto dell'Unione per formare gli Emirati Arabi Uniti. Il settimo emirato, Ras al-Khaima, entrò a farne parte il 10 febbraio del 1972, dopo l'annessione da parte dell'Iran delle isole Tunb, e da esso rivendicate. Il sovrano di Ras al-Khaima credeva infatti che il far parte di una Federazione più forte avrebbe dato maggior valore alla rivendicazione.

## Combattimenti
La lunga storia di liti e dispute tra Fujaira e i suoi vicini tornarono alla ribalta dopo l'Atto di Unione, quando una disputa terriera degenerò in combattimenti aperti. All'inizio del 1972, la neonata Forza di Difesa dell'Unione fu chiamata a prendere il controllo del conflitto. Nell'intervento rimasero uccise 22 persone e ferite gravemente una decina di altre. La controversia venne infine risolta dopo la mediazione tra lo sceicco Rashid bin Sa'id Al Maktum e gli altri governanti. Una dichiarazione che annunciava l'accordo fu inviata il 17 luglio 1972.

## Morte
Lo sceicco Mohammed bin Hamad morì il 18 settembre 1974. Gli succedette suo figlio Hamad.